# لهب بارد
اللهب البارد هو لهب له حرارة قصوى لا تتعدى 400 °م (752 °ف). عادة ما يُنتج في تفاعل كيميائي معين عن طريق خليط الوقود والهواء. على عكس اللهب التقليدي فإن رد فعل غير قوي وكما أنه ينتج كميات قليلة جدا من الحرارة والضوء وثاني أكسيد الكربون. من الصعب ملاحظة اللهب البارد كما أنه غير شائع في الحياة اليومية، ولكنه هو المسؤول عن احتراق المحركات– الاحتراق الغير مرغوب فيه والغير مستقر والصاخب لوقود الأوكتان المنخفض في محركات الاحتراق الداخلي.

## التاريخ
تم اكتشاف اللهب البارد بارد بالصدفة في 1810 من قبل السير همفري ديفي، حيث لاحظ أن بعض أنواع اللهب لم تحرق أصابعه أو تشعل أعواد الثقاب. كما وجدت أن هذا اللهب الغير معتاد يمكن أن يتغير إلى اللهب التقليدي وأن في بعض التراكيب ودرجات الحرارة لا تتطلب مصدر إشعال خارجي، كشرارة أو مواد ساخنة. هاري يوليوس إيموليوس هو أول من سجل الانبعاثات الطيفية لها وفي عام 1929 صاغ مصطلح «اللهب البارد».

## المتغيرات
| المركب                  | درجة حرارة اللهب البارد (س°) | درجة حرارة الإحتراق الذاتي (س°) |
| ----------------------- | ---------------------------- | ------------------------------- |
| بوتانون                 | 265                          | 515                             |
| ميثايل إيزوبوتايل كيتون | 245                          | 460                             |
| إيزوبروبانول            | 360                          | 400                             |
| بوتايل أسيتيت           | 225                          | 420                             |

يمكن أن يحدث اللهب البارد في كل من الهيدروكربونات والكحول والألدهيدات والزيوت والأحماض والشموع وحتى الميثان. لا يوجد تعريف محدد لأقل درجة حرارة للهب البارد لكن من المعروف تقليديا أنها أقل درجة حرارة يمكن عندها الكشف عن اللهب في غرفة مظلمة (اللهب البارد بالكاد مرئي في ضوء النهار). درجة الحرارة هذه تعتمد قليلا على نسبة الوقود إلى الأكسجين ولكنها تعتمد بقوة على ضغط الغاز – هناك عتبة دنيا لا يتشكل اللهب تحتها. مثال محدد هو 50% ن-البوتان-50% من الأوكسجين (في حجم مئوي) التي لديها درجة حرارة للهب البارد حوالي 300 درجة مئوية لكل 165 ملليمتر من الزئبق (22.0 كـبا). واحدة من أقل درجة حرارة اللهب البارد (156°س)  هي لخليط C2H5OC25 + O2 + N2 لكل 300 ملليمتر من الزئبق (40 كـبا). مدرجة حرارة اللهب البارد أقل بكثير من درجة حرارة الاشتعال الذاتي  التقليدية لهب (انظر الجدول).

## الآلية
في حين أنه في اللهب المعتاد تتفكك الجزيئات إلى شظايا صغيرة وتتحد مع الأكسجين لإنتاج أكسيد الكربون (أي احتراق)، بينما في حالة اللهب البارد، تكون الشظايا كبيرة نسبيا وتتحد مع بعضها البعض بسهولة. وبالتالي تُنتج كمية أقل بكثير من الحرارة والضوء وثاني أكسيد الكربون; تكون عملية الاحتراق متذبذبة ولا يمكن الحفاظ عليها لفترة طويلة. ارتفاع درجة الحرارة النموذجي عند اشتعال اللهب البارد هو بضع عشرات من الدرجات المئوية بينما تكون في حدود 1000 درجة مئوية للهب التقليدي.

## تطبيقات
يمكن أن يساهم اللهب البارد في محركات الدق –  وهو الاحتراق الغير مرغوب فيه والصاخب لوقود الأوكتان المنخفض في محركات الاحتراق الداخلي. في العادي يمكن أن ينتقل اللهب التقليدي بسلاسة في غرفة الاحتراق عند ضغط خليط من الهواء والوقود. إلا أن الزيادة في الضغط ودرجة الحرارة قد تُنتج لهبا باردا في آخر خليط الهواء والوقود الغير محترق كما تشارك في الاحتراق الذاتي للغازات النهائية.

## مزيد من القراءة
- Peter Gray؛ Stephen K. Scott (1994). Chemical oscillations and instabilities: non-linear chemical kinetics. Oxford University Press. ص. 429 ff. ISBN:0-19-855864-3. مؤرشف من الأصل في 2020-01-25. - an explanation of the oscillatory nature of cool flame.